# 2. československá hokejová liga 1959/1960
2. československá hokejová liga 1959/1960 byla 7. ročníkem československé druhé nejvyšší hokejové soutěže.

## Systém soutěže
Soutěže se účastnilo 24 týmů rozdělených do dvou skupin po 12 týmech. Ve skupině se utkaly týmy dvoukolově každý s každým (celkem 22 kol). Vítězové skupin postoupili do nejvyšší soutěže.
Poslední čtyři týmy z každé skupiny sestoupily do příslušného krajského přeboru.

## Základní část

### Skupina A
| Poř. | Tým                                   | Z  | V  | R | P  | VG  | OG  | B  |
| ---- | ------------------------------------- | -- | -- | - | -- | --- | --- | -- |
| 1.   | TJ Slavoj České Budějovice            | 22 | 18 | 2 | 2  | 139 | 49  | 38 |
| 2.   | VTJ Dukla Litoměřice                  | 22 | 13 | 5 | 4  | 97  | 57  | 31 |
| 3.   | TJ Dynamo Karlovy Vary                | 22 | 14 | 0 | 8  | 100 | 70  | 28 |
| 4.   | TJ Spartak Praha Sokolovo B           | 22 | 12 | 4 | 6  | 92  | 77  | 28 |
| 5.   | TJ Spartak Motorlet Praha             | 22 | 12 | 1 | 9  | 101 | 73  | 25 |
| 6.   | TJ Spartak ZVÚ Hradec Králové         | 22 | 12 | 1 | 9  | 95  | 78  | 25 |
| 7.   | TJ Jiskra Havlíčkův Brod              | 22 | 10 | 4 | 8  | 89  | 74  | 24 |
| 8.   | TJ Spartak Tatra Smíchov              | 22 | 11 | 1 | 10 | 113 | 83  | 23 |
| 9.   | TJ Spartak Tatra Kolín                | 22 | 11 | 0 | 11 | 103 | 99  | 22 |
| 10.  | TJ Dynamo Praha                       | 22 | 5  | 1 | 16 | 75  | 112 | 11 |
| 11.  | TJ Tatran Horní Bříza                 | 22 | 3  | 1 | 18 | 54  | 136 | 7  |
| 12.  | TJ Jiskra Juta Dvůr Králové nad Labem | 22 | 1  | 0 | 21 | 37  | 187 | 2  |

### Skupina B
| Poř. | Tým                            | Z  | V  | R | P  | VG  | OG  | B  |
| ---- | ------------------------------ | -- | -- | - | -- | --- | --- | -- |
| 1.   | TJ Gottwaldov                  | 20 | 14 | 3 | 3  | 106 | 57  | 31 |
| 2.   | TJ Železárny Prostějov         | 20 | 13 | 4 | 3  | 87  | 54  | 30 |
| 3.   | TJ Spartak Moravia Olomouc     | 20 | 13 | 3 | 4  | 110 | 57  | 29 |
| 4.   | TJ Spartak Královo Pole        | 20 | 11 | 2 | 7  | 109 | 80  | 24 |
| 5.   | TJ Baník OKD Ostrava           | 20 | 10 | 3 | 7  | 105 | 54  | 23 |
| 6.   | TJ Spartak Třebíč              | 20 | 9  | 1 | 10 | 90  | 80  | 19 |
| 7.   | TJ Lokomotíva Tatrapíly Poprad | 20 | 9  | 0 | 11 | 86  | 87  | 18 |
| 8.   | TJ Slovan ÚNV Bratislava B     | 20 | 8  | 1 | 11 | 82  | 78  | 17 |
| 9.   | VTJ Dukla Opava                | 20 | 7  | 1 | 12 | 76  | 74  | 15 |
| 10.  | TJ Dynamo Žilina               | 20 | 4  | 4 | 12 | 64  | 106 | 12 |
| 11.  | TJ Tatran Prešov               | 20 | 1  | 0 | 19 | 35  | 223 | 2  |
| 12.  | TJ Slávia VŠ Bratislava        | 0  | 0  | 0 | 0  | 0   | 0   | 0  |

Tým TJ Slávia VŠ Bratislava odstoupil po 2. kole, odehrané zápasy byly anulovány.
Týmy TJ Slavoj České Budějovice a TJ Gottwaldov postoupily do nejvyšší soutěže.
Týmy TJ Dynamo Praha, TJ Tatran Horní Bříza, TJ Jiskra Juta Dvůr Králové nad Labem, VTJ Dukla Opava, TJ Dynamo Žilina a TJ Tatran Prešov sestoupily do příslušného krajského přeboru. Tým TJ Spartak Tatra Kolín nakonec nesestoupil, protože postupující tým TJ Dynamo České Budějovice odmítl postup.